# Плотник

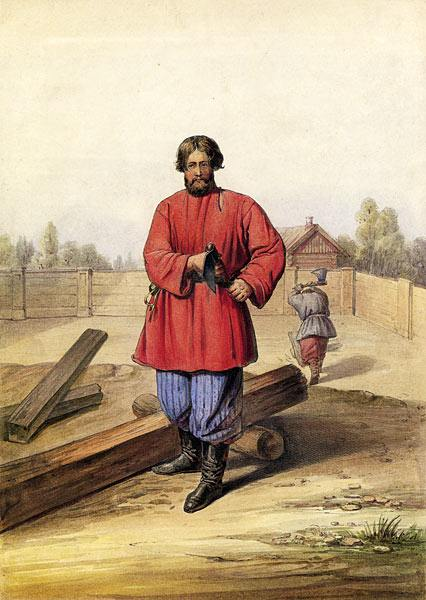
О. Монферран. Плотник. Середина XIX века.

Пло́тник (др.-рус. плотъный (умелец), от др.-рус. плотъ — плетень, ограда, плот) — ремесленник, занимающийся изделиями из дерева, рабочий, занимающийся грубой обработкой лесного материала, постройкой деревянных зданий, выделкой деревянных частей сооружений или простой деревянной мебели. 
Ранее главным орудием плотника был топор, затем — долото, грубый наструг, наверток, иногда пила, нитка, отвес и драч. Работа плотника заключается главным образом в распилке, обтёске и составлении разных деревянных соединений. Плотник, который рубит заплот — Заплотчик. В Западной Европе плотник — циммерман — нем. zimmermann, тиммерман — нидерл. timmerman и так далее.

## Профессиональные функции

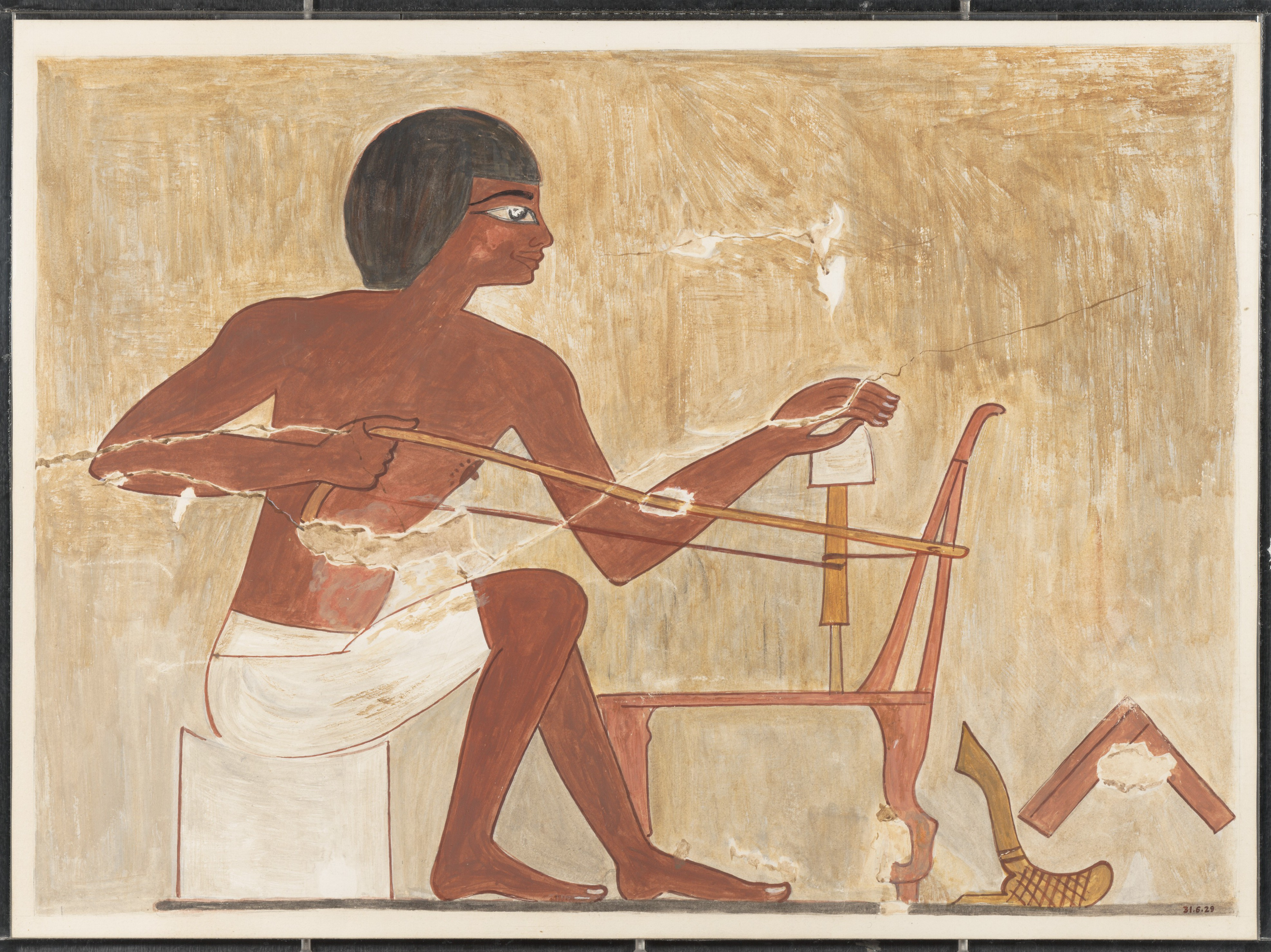
Древнеегипетский плотник проделывает отверстия в стуле. Гробница Рехмира (TT 100), ок. 1479 −1400 годы до н. э. Метрополитен-музей

Профессия плотника — одна из строительных профессий. В современном индустриальном обществе плотники не изготавливают изделия, а пользуются производственными изделиями. Окна, двери и прочие готовые промышленные изделия поставляются на строительные площадки с узкоспециализированных предприятий.
Ещё в прошлом веке этого не было в России, многие изделия плотники делали собственноручно.
В настоящее время плотники, в зависимости от разряда (в России co 2-го по 7 разряд), выполняют следующую работу: установка и ремонт дверей, окон, дверных замков, оконной фурнитуры, мебели, дверных доводчиков, изготовление и ремонт деревянных конструкций (например складские поддоны, опалубка), кроют крыши в строительстве зданий, осуществляют работы по монтажу и эксплуатации кессонов в мостостроении и судоремонте, и прочая обработка древесины. К примеру, для плотника 7-го разряда в российском Едином тарифно-квалификационном справочнике работ и профессий рабочих (ЕТКС РФ) прописано:
- выполнение сложных плотничных работ в малоэтажном коттеджном строительстве, а также при реставрации памятников деревянного зодчества и в строительстве уникальных объектов;
- изготовление и реставрация деревянных кокошников, наличников, полотенец и других сложных элементов по готовым образцам, чертежам и эскизам.

В современных условиях плотник использует огромный ассортимент инструмента и приспособлений:
Измерительный и разметочный: черта, тесло, отвес, рулетки, и лазерные дальномеры. водяные и пузырьковые уровни, нивелиры, малки, угломеры механические и электронные, разметочные шнуры, угольники, например Свенсона, набор отвёрток и шестигранников, стамески и долота, стусло, рубанок.
Ручной:  топоры,  скобель, тесло, молоток, ножовки, гвоздодёры, почти весь ассортимент шарнирно-губчатого инструмента, и т.д.
Электрический: дисковые и сабельные пилы, плотницкая пила, торцовочная пила, перфоратор, дрель (в основном специализированные низкооборотные), шуруповёрт, гайковёрты и винтовёрты,  электролобзик, электрорубанки с шириной строгания от 50 до 240мм, фрезеры общего назначения, цепнодолбёжные фрезеры, шлифмашины и т.д. (В последнее время сетевой инструмент активно вытесняется аккумуляторным)
Пневматический: в основном это разнообразные нейлеры, от меленьких шпилечников под гвоздь калибра 23GA (0,64х0,64мм) для крепления наличников до каркасных нейлеров для забивания гвоздей 220мм, степлеры, от "привычных" под скобу тип 53, до предназначенных для крепления плотных утеплителей степлеров под скобы длиной до 220мм, кровельные и металлоконекторные нейлеры, нейлеры наладонные для работы в ограниченном пространстве, пневмогайковёрты и ножницы по металлу, заклёпочники и тд. В применении пневматического инструмента значительной особенностью является то, что его использование допускается при любой погоде, что весьма важно для работ, большая часть которых происходит на открытом воздухе.

Прочий: пороховой и газовый инструмент для прямого монтажа, огромный ассортимент инструмента, который трудно отнести к конкретной категории, вроде стусла-угломера, сверлильных и террассных кондукторов, направляющих шин для электроинструмента и т.п.

## Правила безопасности
Плотник вынужден беречь пальцы от удара молотка и т. д.
Защищать глаза от попадания опилок и пр.
В Российской Федерации женщинам запрещено работать плотником на строительных, монтажных и ремонтно-строительных работах.

## Профессиональные заболевания
Боли в спине. Как правило, это остеохондроз. Онемение пальцев рук. Здесь возможны различные причины: защемление в шейно-грудном отделе позвоночника (остеохондроз), в локтевом суставе и так далее. Механика заболевания: нерв расположен в канале, при защемлении происходит истончение оболочки, покрывающей нерв и его соприкосновение со стенкой канала.